# Dixons Creek
Dixons Creek är en del av en befolkad plats i Australien. Den ligger i kommunen Yarra Ranges och delstaten Victoria, omkring 46 kilometer nordost om delstatshuvudstaden Melbourne. Antalet invånare är 336.
Närmaste större samhälle är Lilydale, omkring 18 kilometer söder om Dixons Creek.
Trakten runt Dixons Creek består till största delen av jordbruksmark. Runt Dixons Creek är det ganska glesbefolkat, med 39 invånare per kvadratkilometer. Genomsnittlig årsnederbörd är 1 244 millimeter. Den regnigaste månaden är juli, med i genomsnitt 140 mm nederbörd, och den torraste är januari, med 49 mm nederbörd.